# Der Unwiderstehliche (1952)
Der Unwiderstehliche ist eine 1951 entstandene, am 25. Februar 1952 uraufgeführte britische Filmkomödie von Ronald Neame mit Alec Guinness in der Hauptrolle eines karriereorientierten Mannes, der zielgerichtet seinen Weg nach oben verfolgt. Eingerahmt wird Titelheld Guinness von einer prominenten weiblichen Besetzung: Valerie Hobson, Glynis Johns und Ex-Kinderstar Petula Clark in ihrer ersten Erwachsenenrolle. Die Literaturvorlage The Card (1911) stammt von Arnold Bennett.

## Handlung
Der Unwiderstehliche, das ist der junge Edward Henry, genannt „Denry“, Machin, ein Mann proletarischer Herkunft mit ambitionierten Lebensplänen. Um Aufnahme in der elitären „School for the sons of Gentlemen“ zu bekommen, fälscht Denry seine Schulzensuren. Mit 16 Jahren gelingt es ihm, den Stadtschreiber und Anwalt Mr. Duncalf davon zu überzeugen, ihn als seine rechte Hand einzustellen. Im Büro lernt Denry Machin die charmante und elegante Countess of Chell, angesehenes Mitglied der Oberklasse und Klientin Duncalfs kennen, deren Protektion er sich im weiteren Filmverlauf mehrfach verschafft. Die Dame beauftragt ihn, Einladungen für den anstehenden Ball der Stadt zu versenden. Kurzerhand stellt Denry auch sich selbst eine Einladung zu diesem Event aus, zu dem nur die Oberschicht Zutritt hat. Die nötigen Tanzkenntnisse bringt ihm die Tanzlehrerin Ruth Earp bei. Beim Ball riskiert er eine Wette um fünf Pfund, dass es ihm gelänge, die Countess erfolgreich um einen Tanz zu bitten. Er gewinnt die Wette, was ihm den Spitznamen „The Card“ einbringt (Wortspiel mit der Doppelbedeutung Visitenkarte bzw. Schelm/Unikum/merkwürdiger Charakter). Sein Chef Duncalf goutiert Machins Ballteilnahme nicht und entlässt ihn am nächsten Tag.
Denry nutzt noch am gleichen Morgen die Chance, sich einer mit den geleisteten Diensten Mr. Duncalfs unzufriedenen Klientin, Mrs. Codleyn, anzubieten. Für sie will er als Mieteintreiber arbeiten (den Zuschlag erhält er, weil er niedrigere Provisionen verlangt als Mr.Duncalf). Rasch erwirbt er sich den Ruf, bei seiner Arbeit sehr effizient vorzugehen, was ihm wiederum den Kontakt mit einem Mr. Calvert einbringt, der seinen Kundenkreis vergrößert. Denry erkennt, dass er größere Einnahmen generieren kann, indem er den zahlreichen überschuldeten Mietern Kredite zur Zahlung ihrer Mieten vergibt. Eine von diesen ist Ruth Earp, seine Tanzlehrerin. Er verlobt sich mit ihr und unternimmt mit ihr eine Ferienreise nach Wales, auf der die beiden von Ruths jugendlicher Freundin Nellie Cotterill als Anstandsdame begleitet werden. Denry beobachtet, wie ein Schiff auf Grund läuft und die in Not geratenen Seeleute gerettet werden. Sogleich nutzt er die Situation aus, erwirbt am nächsten Morgen das Schiff, lässt es von den Seeleuten instand setzen und erzielt hohen Profit mit organisierten Bootsausfahrten für Touristen. Denry erkennt bei dieser Reise, dass Ruth nicht mit Geld umgehen kann und sein Geld verschleudert. Sofort trennt er sich von ihr.
Nächste Unternehmungsgründung ist der Five Towns Universal Thrift Club, das seinen Mitgliedern erlaubt, Dinge auf Kredit bei bestimmten Händlern zu kaufen. Auch hier eröffnet ihm die Countess of Chell als Schirmherrin Zutritt zur vermögenden Schicht. Das Geschäftsmodell (auch von den Verkäufern kassiert er Provisionen) beschleunigt seinen Aufstieg und macht Edward Henry Machin reich und finanziell unabhängig. Materiell am Ziel strebt Machin auch nach gesellschaftlicher Anerkennung. Er steigt zum Stadtrat auf. Die nötige Popularität verschafft er sich, indem er den erfolglosen lokalen Profifußballclub vor der Auflösung rettet, indem er aus eigener Tasche einen ursprünglich aus dem Ort stammenden Fußballer, den angeblich besten Mittelstürmer Englands engagiert, worauf der Verein wieder Siege erringt. Dann trifft er Ruth wieder und erneuert seine Beziehung zu ihr, da sie in der Zwischenzeit reich verheiratet gewesen war und bereits verwitwet ist. Doch Denry ist sich über seine Gefühle zu ihr im Unklaren. Nellies Vater, der ein Baugeschäft hat, geht zum vierten Mal konkurs und will nun nach Kanada auswandern. Machin finanziert ihm die Ausreise. In Liverpool geht die Familie an Bord. Denry erkennt beim Abschiednehmen, dass nicht Ruth ihm etwas bedeutet, sondern Nellie. Mit ihr verlässt er unauffällig Schiff und Hafen. Ruth beobachtet das aber, ist aber nur kurz erzürnt, da sie noch am Hafenquai einen alten Lord trifft, der sie zweifellos aushalten wird. Nellie und Denry heiraten.
Denry hat es endlich geschafft: Der Unwiderstehliche hat die Frau, die er liebt, an seiner Seite, ist wohlhabend und Bürgermeister seiner Heimatstadt Bursley geworden, zudem der jüngste in der Geschichte dieser Stadt.

## Produktionsnotizen
Der Unwiderstehliche wurde am 25. Februar 1952 uraufgeführt, die deutsche Erstaufführung fand am 31. Januar 1958 als englische Originalversion mit Untertiteln statt. Die deutsche Synchronfassung des Films wurde erstmals am 14. Mai 1967 im ZDF gezeigt.
Drehort war Burslem (Stoke-on-Trent).
Der Film erhielt 1953 eine Oscar-Nominierung in der Kategorie Bester Ton. 
Earl St. John übernahm die Herstellungsleitung. T. Hopewell Ash war für die Filmbauten verantwortlich, Sophie Devine für die Kostüme. Max Varnel arbeitete als Regieassistent Ronald Neame zu. Ernest Steward besorgte als einfacher Kameramann mehrere Außenaufnahmen. Muir Mathieson wurde als Dirigent für die Einspielung von William Alwyns Filmkomposition verpflichtet. Alan Withy wirkte ungenannt als Zeichner mit.

## Kritiken
Bosley Crowther schrieb in der New York Times: „Es scheint so, als hätte Alec Guinness eine Schwäche für Gauner und Schlingel entwickelt, wenigstens insofern, als diese ihm eine fröhliche Begleitung auf der Leinwand ermöglichen. (…) Mr. Guinness' Schlingel gibt einen Quereindruck von unschuldig auftretenden Verraten, nur scheinbar ein Angsthase mit monströser Gerissenheit (...) Valerie Hobson ist als Gräfin liebenswert und temperamentvoll, Petula Clark ist süß … und Edward Chapman, George Devine und einige andere in kleinen Provinzrollen ausgezeichnet. Doch das Drehbuch, das Eric Ambler aus Arnold Bennetts altem Roman ‚The Card‘ adaptiert hat, ist provozierenderweise unberührt von dramatischem Zwang oder Antrieb. Es schlendert sehr sanft von einer Situation zur nächsten.“
Im Lexikon des Internationalen Films heißt es: „Mit viel Routine konventionell inszenierte ironische Komödie mit viel Geschmack für die zahlreichen unterkühlt entwickelten Pointen. In der Hauptrolle ausgezeichnet gespielt. Die im Grunde unübersetzbare Diktion, die entscheidend zur Heiterkeit beiträgt, wurde in der deutschen Fernsehfassung durchaus seriös und behutsam übertragen.“
Der Movie & Video Guide nannte den Film, der in den USA als The Promoter lief, knapp eine „charmante Komödie“.
Halliwell‘s Film Guide urteilte: „Angenehme Komödie aus der Zeit, mit dem Star in einer maßgeschneiderten Rolle und einem ausgezeichneten Produktionsstandard.“